# Johann Wilhelm Reiffenstein
Johann Wilhelm Reiffenstein, auch Johannes Reiffenstein (* um 1520 in Stolberg (Harz); † 19. März 1575 in Stolberg (Harz)), war ein deutscher Humanist und Freund Martin Luthers, Philipp Melanchthons und Justus Jonas’.

## Leben

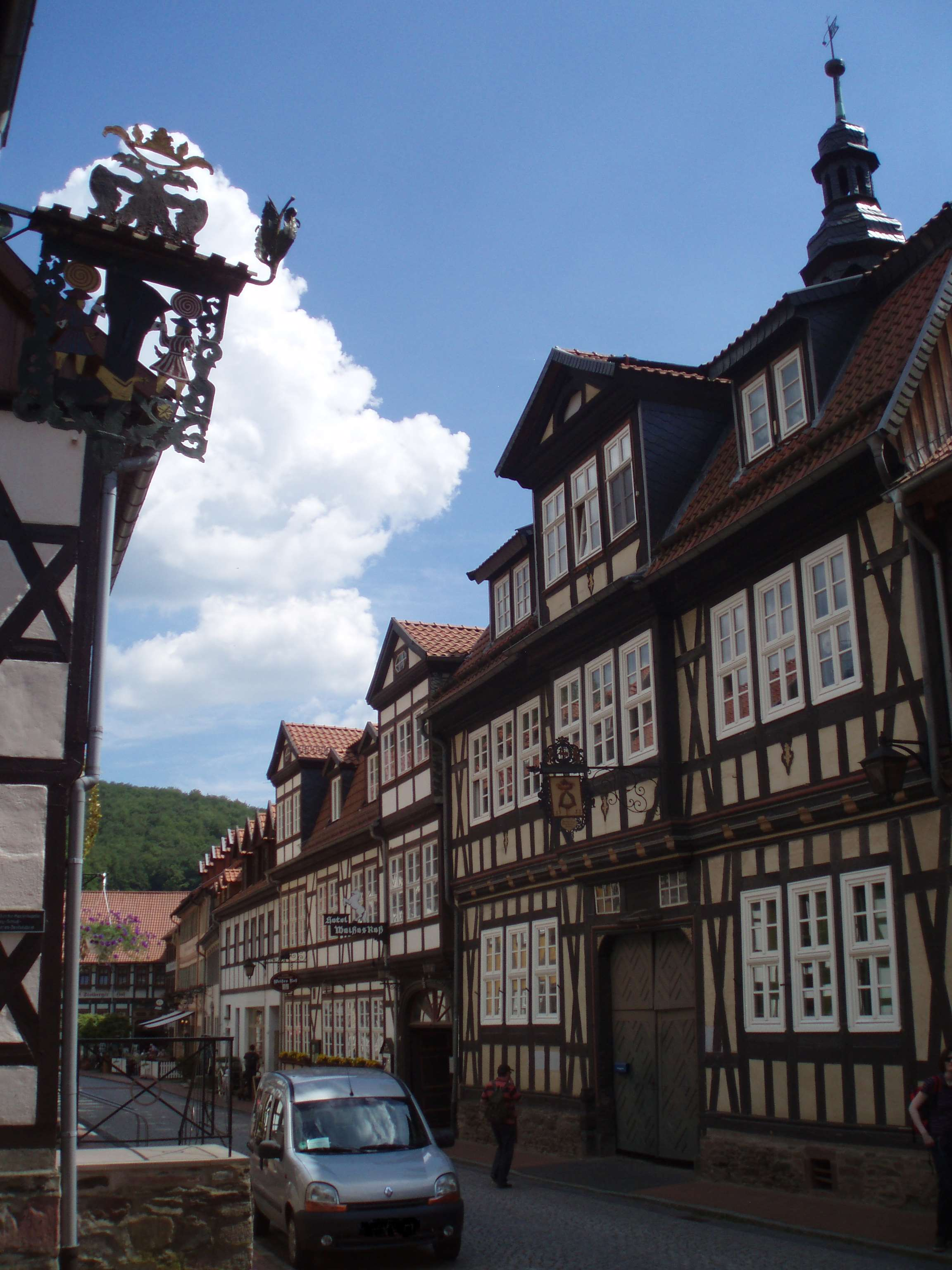
Stolberg (Harz), Rittergasse 7. An dieser Stelle stand das Geburts- und Elternhaus von Reiffenstein

Er ist der Sohn des gräflich-stolbergischen Rentmeisters und späteren Kanzlers Wilhelm Reiffenstein und dessen Ehefrau Barbara geborene Meme. Sein Rufname war Johann, latinisiert Johannes, doch nach dem Tod des Vaters nannte er sich wie dieser Wilhelm. Johann Reiffenstein wuchs im Harz auf. Gemeinsam mit seinen beiden älteren Brüdern Wilhelm und Albrecht schrieb er sich am 24. August 1533 in die Matrikel der Universität Wittenberg ein. Bis zum Tod von Martin Luther im Jahre 1546 verfügte er über das Privileg, in dessen Haus in Wittenberg wohnen zu dürfen. Mehrfach war er dabei Luthers Tischgenosse, so dass sich schon bald eine tiefe Zuneigung zu ihm, aber auch zu Melanchthon und Jonas entwickelte.
1536 widmete ihm Philipp Melanchthon mit einer Widmungsvorrede Jakob Milichs Ausgabe der Elementa geometriae ex Euclide von Georg Peurbach und Johannes Vögelin. Im gleichen Jahr, am 26. November, disputierte er öffentlich an der Universität Wittenberg. Außerdem besuchte er in den Jahren 1538/1539 die Universität Basel, wo er u. a. bei Simon Grynaeus (1493–1641) studierte. Grynaeus widmete ihm 1540 seine Schrift Procli Diadochi Hypotyposis astronomicarum positionum, erschienen in Basel bei Johannes Walder. Im gleichen Jahr widmete ihm auch Justus Jonas eine Schrift, und zwar seine Basler Pliniusausgabe.
Nach der Rückkehr aus der Schweiz trat Johann Reiffenstein kurzzeitig in den Dienst des Herzogs von Sachsen-Weimar, widmete sich aber schon bald nur noch den Wissenschaften.
Von Luther erhielt er 1545 die damals bei Hans Lufft gedruckt Foliobibel, in die dieser eigenhändig mehrere Verse schrieb. Später trugen sich in diese Bibel auch Melanchthon, Bugenhagen, Creuziger und andere Humanisten ein. Das originale Exemplar dieser Bibel befindet sich heute in der Stadtbibliothek in Hannover.
Johann Reiffenstein stand u. a. in Briefwechsel mit dem Schweizer Gelehrten Conrad Gessner in Zürich, dem er beispielsweise einen Tropfstein aus der Baumannshöhle übersandte, den dieser in seinem 1565 erschienenen Buch abbildete. Ferner berichtete er ihm über vorsintflutliche Knochen in dieser Höhle sowie zwei abschriftliche Blätter aus einer heute nicht mehr nachweisbaren Otfridhandschrift.
Eine der letzten zeitgenössischen Ansichten von Luther stammt aus der Feder von Johann Reiffenstein, der diese während einer Vorlesung zu Beginn des Jahres 1546 anfertigte.
Er starb am Samstag, dem 19. März 1575, zwischen 10 und 11 Uhr vormittags und hinterließ Frau und Tochter.
Ein Teil der Büchersammlung von Johann Reiffenstein gelangte an die gräflich-stolbergische Bibliothek in Wernigerode.